# Baseballstadion Rheinaue
Das Baseballstadion Rheinaue (oder auch Stadion Rheinaue) ist ein Baseballstadion im Stadtteil Hochkreuz, im Norden des Bezirks Bad Godesberg, der nordrhein-westfälischen Großstadt Bonn. Die Anlage liegt im Freizeitpark Rheinaue. Die Felder sind seit 1989 die Heimspielstätte des Baseball-Bundesligisten Bonn Capitals.

## Geschichte

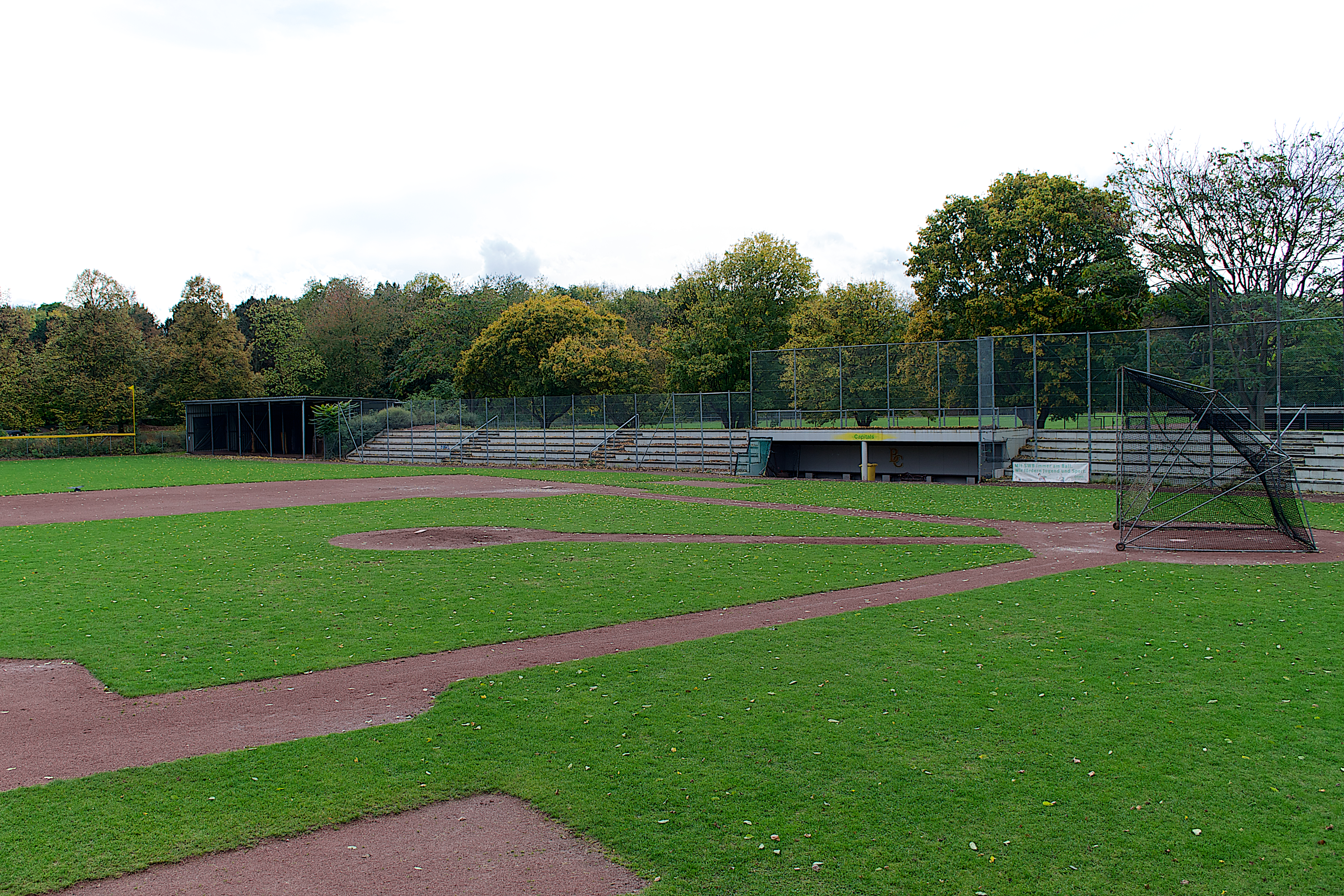
Das Hauptfeld (115 m) des Baseballstadions Rheinaue

Das Stadion ist ein Komplex aus je zwei Baseball- und Softballfeldern, die wie ein vierblättriges Kleeblatt angeordnet sind. Es ist zudem seit 1999 die Spielstätte eines der beiden Bundesleistungsstützpunkte des Deutschen Baseball und Softball Verbandes. Das Hauptfeld verfügt über Tribünen für 1.500 Zuschauer, das Nebenfeld über 300 Zuschauerplätze. 2001 war es neben dem Kölner Reit- und Baseballstadion und dem Solinger Baseballpark Weyersberg einer von drei Austragungsorten der Baseball-Europameisterschaft: Anlässlich der Europameisterschaft war das Stadion für 1,05 Millionen DM um- und ausgebaut worden. Im Bonner Stadion wurden unter anderem das Eröffnungs- und Endspiel ausgetragen. 2009 fand in der Anlage die Baseball-Junioreneuropameisterschaft statt.
Das Baseballstadion Rheinaue war 2019 – neben Solingen – Hauptausrichtungsort der Baseball-Europameisterschaft 2019. Diese diente gleichzeitig als europäische Qualifikation für die Olympischen Sommerspiele in Tokio 2020. Die Spielstätte wurde dazu in der baseballspiel-freien Zeit im Herbst/Winter 2017/18 umfassend umgebaut und insbesondere mit einer Flutlichtanlage versehen. Zudem wurde der zweite Platz zum Standard für internationale Spiele umgebaut, insbesondere wurde der Backstop vergrößert. Aufgrund von Unklarheiten in der Frage der Finanzierung des Anteils der Stadt Bonn in Höhe von 1,1 Millionen Euro – von den insgesamt notwendigen 1,9 Millionen Euro – und der damit verbundenen Verzögerung der Beschlussfassung des Stadtrates verzögerte sich jedoch die Ausführung.